# Baka (Eslováquia)

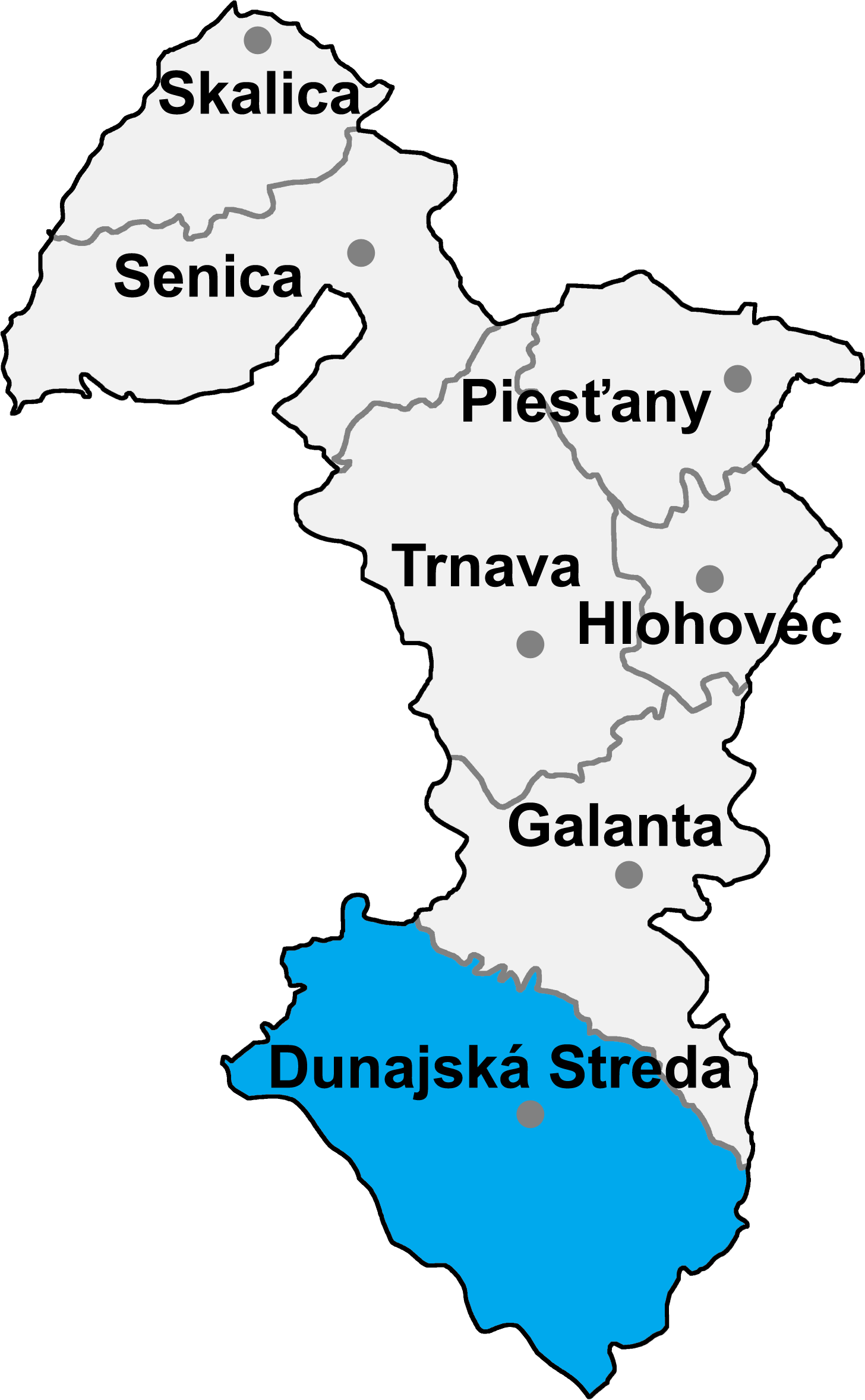
Localização de Dunajská Streda (distrito) na Trnava (região)

O Distrito eslovaco de Baka  é um dos sessenta e quatro municípios que formam a Distrito de Dunajská Streda, situada em Região de Trnava, Eslováquia.

## Demografia
| Ano:        | 1994 | 2004   | 2014   | 2024   |
| ----------- | ---- | ------ | ------ | ------ |
| Broj ljudi: | 1118 | 1120   | 1105   | 1130   |
| Razlika:    |      | +0,17% | -1,33% | +2,26% |

| Ano:               | 2023 | 2024   |
| ------------------ | ---- | ------ |
| Número de pessoas: | 1136 | 1130   |
| Diferença:         |      | -0,52% |